# Südkurdische Sprache

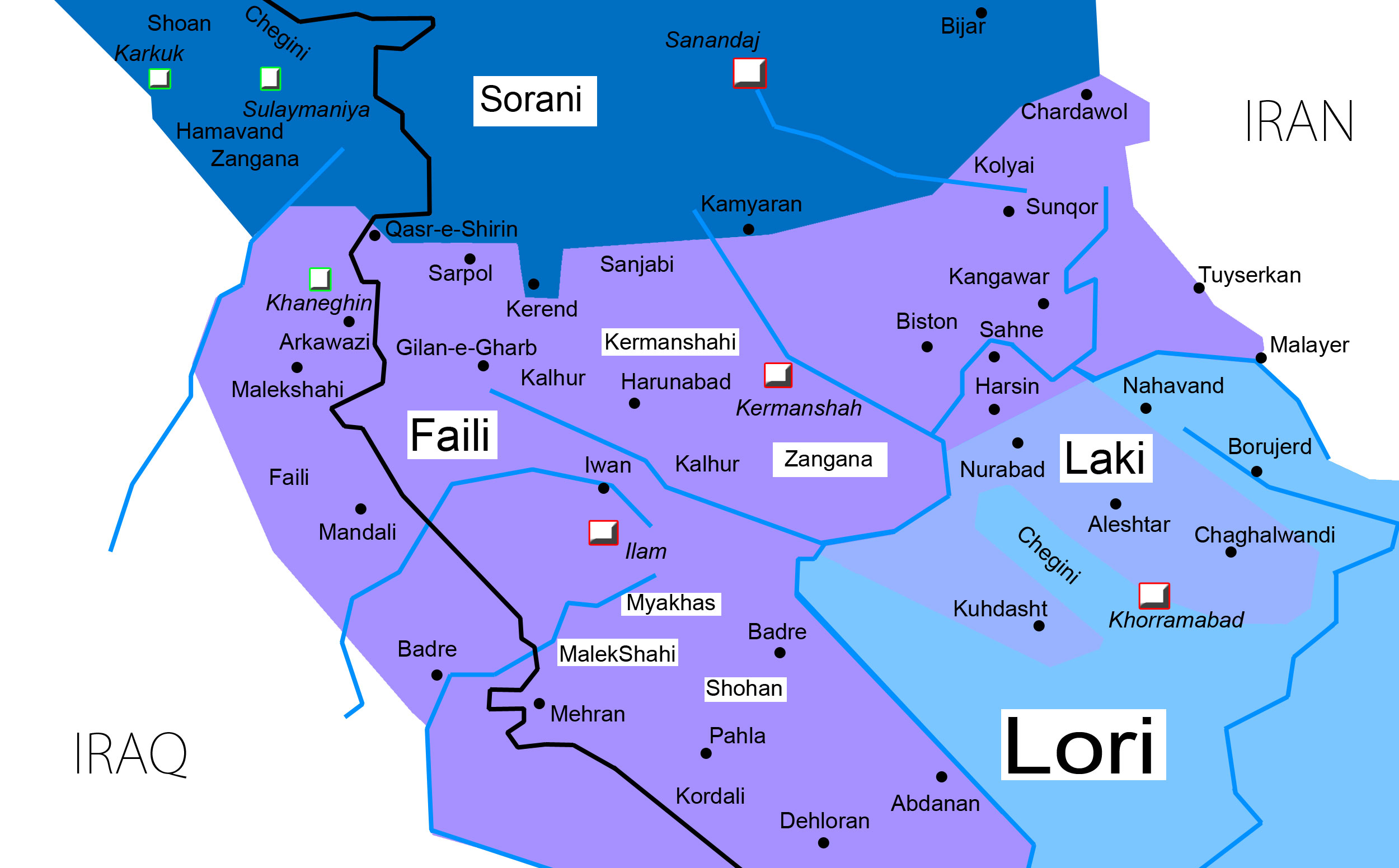
Das Gebiet der südkurdischen Sprache

Die südkurdische Sprache bildet zusammen mit dem Sorani und Kurmandschi die genetische Einheit der kurdischen Sprachen. Die etwa drei bis fünf Millionen Sprecher des Südkurdischen sind überwiegend Schiiten oder Ahl-e Haqq, die im Irak oft Sorani und Arabisch sowie im Iran meist Persisch als Zweitsprache sprechen.

## Verbreitung
Südkurdisch wird in Iranisch-Kurdistan (Ilam, Kordestān und Kermanschah) und im Süden von Irakisch-Kurdistan (Süd-Chanaqin, Kirind und Qorwaq) gesprochen. Einzelne Enklaven der Feyli-, Kelhur- und Laks-Kurden kommen auch in der Türkei und im Iran in den Provinzen Fars und Chorasan sowie im Elburs-Gebirge vor. Mit der Ausnahme einiger Kakai-Dörfer in Irakisch-Kurdistan sprechen alle Ahl-e Haqq-Kurden Dialekte des Südkurdischen.

## Sprecher und Dialekte
Die Sprecher des Südkurdischen, dessen Dialekte sich teilweise stark voneinander unterscheiden, gehören vor allem den Stammeskonföderationen der Kalhor-, Lak- und Faili-Kurden an.
Zu dieser Sprache gehören folgende Dialekte:
- Kolyai
- Kermanschahi
- Garrusi
- Sandschabi
- Bayray
- Kelhuri
- Kordali
- Feyli (Faili)
- Leki (umstritten)
- Zangana